# Stanisław Maleszewski
Stanisław Mateusz Bożydar Maleszewski (ur. 23 września 1903 w Częstochowie, zm. 8 maja 1995) – powstaniec śląski, podpułkownik dyplomowany kawalerii Wojska Polskiego.

## Życiorys
Stanisław Maleszewski urodził się 23 września 1903 roku w Częstochowie. Uczęszczał do szkół w Częstochowie i Krakowie. W 1919 roku wziął udział w pierwszym powstaniu śląskim. Niedługo potem zgłosił się jako ochotnik do regularnego Wojska Polskiego, otrzymał przydział do pułku Strzelców Podhalańskich, z którymi wziął udział w wojnie polsko-bolszewickiej jako kadet. Za odwagę i waleczność, został odznaczony Krzyżem Walecznych.
Po zakończeniu wojny wrócił do Szkoły Kadetów i tam w 1921 roku zdał maturę. Rozpoczął naukę w Szkole Podchorążych Artylerii w Toruniu, następnie na własną prośbę został przeniesiony do Szkoły Podchorążych Kawalerii w Grudziądzu, już w stopniu wachmistrza.
Po ukończeniu podchorążówki otrzymał przydział do 25 pułku Ułanów Wielkopolskich w Prużanie, a potem do 15 pułku Ułanów Poznańskich, będąc już w stopniu podporucznika. 15 lipca 1927 awansował na porucznika ze starszeństwem z dniem 1 lipca 1927 i 17. lokatą w korpusie oficerów zawodowych kawalerii. 3 listopada 1933 został powołany do Wyższej Szkoły Wojennej w Warszawie, w charakterze słuchacza XIV Kursu Normalnego 1933–1935. 27 czerwca 1935 awansował na rotmistrza ze starszeństwem z dniem 1 stycznia 1935 i 43. lokatą w korpusie oficerów zawodowych kawalerii.
W 1935 roku został wyznaczony do dalszych studiów w Wyższej Szkole Wojennej w Paryżu, po ukończeni której otrzymał przydział do Sztabu Głównego w Warszawie, a później przeniesiony został do Dowództwa Pomorskiej Brygady Kawalerii z siedzibą w Bydgoszczy, a następnie do 10 pułku strzelców konnych w Łańcucie.
Tuż przed wybuchem wojny otrzymał przydział do dowództwa 10 Brygady Kawalerii, dowodzonej przez pułkownika dyplomowanego Stanisława Maczka na stanowisko kwatermistrza. Wraz z 10 BK brał udział w całym szlaku bojowym od Jordanowa aż po Przełęcz Tatarską.
Za kampanię wrześniową został odznaczony Krzyżem Srebrnym Orderu Wojennego Virtuti Militari (dokonywał cudów zaopatrując do końca kampanii 10 BK w materiały pędne). Po zakończeniu działań wojennych przeszedł z Brygadą na Węgry, lecz zamiast internowania zdecydował się na ucieczkę i na własną rękę dotarł do Francji do tworzącego się tam Wojska Polskiego. Po zgłoszeniu się w dowództwie Armii Polskiej we Francji, otrzymuje zadanie powrotu do Budapesztu, celem opracowania na miejscu szlaków ewakuacji jeńców polskich z Węgier.
W czasie kampanii francuskiej 1940 walczył w szeregach francuskiej 6 Dywizji Kolonialnej. Po różnych perypetiach dotarł do Rabatu – stolicy Maroka, gdzie zgłosił się do sztabu francuskich wojsk kolonialnych. Tam dowiedział się, że na Środkowym Wschodzie organizuje się Samodzielna Brygada Strzelców Karpackich, dowodzona przez generała brygady Kopańskiego i zamierza się tam przedostać. Odbył pełną przygód kilkutygodniową podróż samochodem terenowym przez Saharę. Dotarł do Aleksandrii, gdzie znajdowało się miejsce postoju Brygady Karpackiej. Otrzymał przydział oficera łącznikowego przy brytyjskim generale Archibaldzie Wavellu. Po kampanii libijskiej wziął udział w organizowaniu Wojska Polskiego na terenie Środkowego Wschodu, po przybyciu oddziałów polskich z ZSRR. W maju 1942 roku został wyznaczony na stanowisko oficera operacyjnego w sztabie 3 Dywizji Strzelców Karpackich. W czasie podróży służbowej podpułkownika Jerzego Zaremby do Wielkiej Brytanii pełnił obowiązki szefa sztabu dywizji. Przez pewien czas pełnił obowiązki dowódcy pułku Ułanów Karpackich w czasie nieobecności pułkownika Władysława Bobińskiego. Został oddelegowany na staż do dowództwa armii brytyjskiej w Hajfie na terenie Palestyny, skąd wrócił do jednostek polskich w Quizel Ribat w Iraku. 27 lipca 1943 roku dowódca Armia Polska na Wschodzie, generał dywizji Władysław Anders przeniósł go na stanowisko szefa sztabu 5 Kresowej Dywizji Piechoty, dowodzonej przez generała brygady Nikodema Sulika. Na tym stanowisku walczył w bitwie o Monte Cassino.
Po bitwie został oddelegowany do Sztabu Głównego PSZ w Londynie, jako szef planowania operacyjnego. Po cofnięciu uznania polskim legalnym władzom w Londynie przez Sprzymierzonych, otrzymuje przydział do zorganizowanego przez Brytyjczyków, Polskiego Korpusu Przysposobienia i Rozmieszczenia.
W październiku 1947 roku wyjechał do Kanady. Osiedlił się w Vancouver, gdzie pracował w firmie ubezpieczeniowej aż do czasu przejścia na emeryturę. Tam też udzielał się społecznie w Kole SPK nr 3 pełniąc między innymi funkcję prezesa. Po przejściu na emeryturę zamieszkał w Coquitlam. Zmarł 8 maja 1995 roku w wieku 92 lat.

## Ordery i odznaczenia
- Krzyż Srebrny Orderu Wojennego Virtuti Militari nr 8744
- Krzyż Walecznych
- Krzyż Pamiątkowy Monte Cassino nr 14791[8]